# シンドラ 集合住宅の恐怖
シンドラ 集合住宅の恐怖は深夜番組レーベルの『フジバラナイトFRI』（フジテレビ）で、2014年2月28日から3月21日まで放送されたホラードラマ。CX-horrorsのシリーズとして制作された。全4回12話。監督は三木康一郎と長江俊和。

## 概要
テーマは｢集合住宅を舞台に繰り広げられる恐怖のオムニバスドラマ。あなたのお住まいは大丈夫ですか？｣
シンドラの意味については特に説明がないが、各回冒頭に「シンキジク×ドラマ」「シンヤ×ドラマ」のテロップが入る。

## あらすじ

### WEBオリジナル・TV未放送
序章「コペルニクス的転回」
出勤間際のOL、携帯に知らない人から「ムシシタラナニスルカワカラナイヨ」とメールが来る。マンションを出た時、自転車に乗った男と接触する。そして会社からバスで帰宅中に、その男が自転車でバスを追いかけて、バスが停留所で止まった時に乗り込んでくる。
（キャスト）
友部康志

### 第1回
（2014年2月28日、25：25 - 26：10に放送。）
第1話「自我とエス」
深夜に公園で素振りの練習をする男性。振り返ると毎回、見知らぬ女性が後ろに立っている。顔は物陰に隠れてよく見えない。今夜も女性がいる。とうとう男は「気が散るから」と女につめ寄る。その時女の顔が見えるが、その顔には・・・
第2話「存在と無」
自分の住むマンションの一室を見上げる一人の男の気配におびえる女性。ある日、ネットの「ロードビュー」というサイトで近所の写真を検索すると、そこにも自分の部屋を見上げる男が写っている。しかし、写真の自室の窓には別の男の存在が・・・
第3話「プラグマティズム」
夜、車の中で仮眠をとっているタクシーの運転手。窓をノックする音に目を覚ます。車外に出てみるが誰もいない。再び車内に戻ると車の上に人が乗っている気配がする。
（キャスト）
戸塚純貴、イチキ游子、三浦由衣、高橋和貴、菅原信一、川島潤哉、笹野鈴々音

### 第2回
（2014年3月7日、26：45 - 27：15に放送。）
第4話「ペット可」
朝、隣の部屋のペットの鳴き声で目を覚ます男。注意しに行くと若い女が出てきて詫びる。男は夜もペットの鳴き声に睡眠を妨げられる。また、注意しに行くが今度は誰も出ない。ドアには鍵がかかっておらず中へ入ってみる。そこで見たものは・・・
第5話「遠慮」
家族ぐるみで交流する同じマンションの違う階に住む二家族。朝、仕事に行くと見せかけて上の階へ向かう下の階の夫。そして上の階の人妻と情事を重ねる。しかしその様子は管理人によって録画されていた。
（キャスト）
塩見大貴、藤井祥子、牧徹、珠木ゆかり、木田毅祐、宮下ともみ、しいたけを、岩田遥、三浦景虎

### 第3回
（2014年3月14日、25：05 - 25：35に放送。）
第6話「死に至る病」
深夜、就寝している女性の部屋になたを持った男が侵入する。恐怖におののく女性。しかし男は「間違った」と言って窓から出ていく。その直後、隣の部屋から悲鳴が聞こえる。
第7話「不安の概念」
ある夫婦の朝、鏡を見て額に小さな傷がついていることに気づく夫。その傷は次の朝、二つに増えている。そこで寝室に隠しカメラを仕込んだ夫は、就寝中自分の身に何があったかを知る。
第8話「認識と関心」
マンションの一室に届け物をしに来た配達員。応答はなく留守のようだが、ドア越しに喘ぎ声らしきものが聞こえる。やむをえず不在表を置いて再び訪れるが、やはり応答はない。ドアは鍵がかかっておらず、配達員が入ってみるが・・・
（キャスト）
於保佐代子、益山寛司、コッセこういち、理絵、本多力、石原綾乃、小川智弘、渡部アキ、向山孝子

### 第4回
（2014年3月21日、25：05 - 25：35に放送。）
第9話「あれかこれか」
酔って歩いている女性。電話ボックスのドアに人形が挟まってるのを見つける。電話の上に『パパを助けて!公園にいる』と書かれた紙きれが置いてある。女は公園へ行くとブロックに挟まれた人形がある。そこには『ママを助けて!駐車場にいる』の紙が。女は駐車場に向かうが、そこには『あの人を助けて!間にいる』の紙と共に人形が。そして次は・・・
第10話「火ここになき灰」
隣の家から粗い息遣いが聞こえて眠れない男。誰かが監禁されていると思い、その家に行くが逆に疑われてしまう。しかし声はまだおさまらない。ある日、男は自分の家と隣の家の間にある隙間を覗いてみる。
第11話「嘔吐」
不動産屋にマンションの部屋を案内される男たち。しかし家賃があまりに安いといぶかる。不動産屋は以前この部屋で殺人事件があったことを告げるが、男たちは部屋を借りることに決める。
（キャスト）
山下リオ、裵ジョンミョン、段丈てつを、横浜進一、今井隆文、南羽翔平、川連廣明、高瀬媛子、伊藤美樹子